# Melinoessa aureola
Timana aureola là một loài bướm đêm trong họ Geometridae.